# 湯浅五助
湯浅 五助（ゆあさ ごすけ）は、戦国時代から安土桃山時代にかけての武将。大谷吉継の家臣。諱は隆貞（たかさだ）とされる。

## 生涯

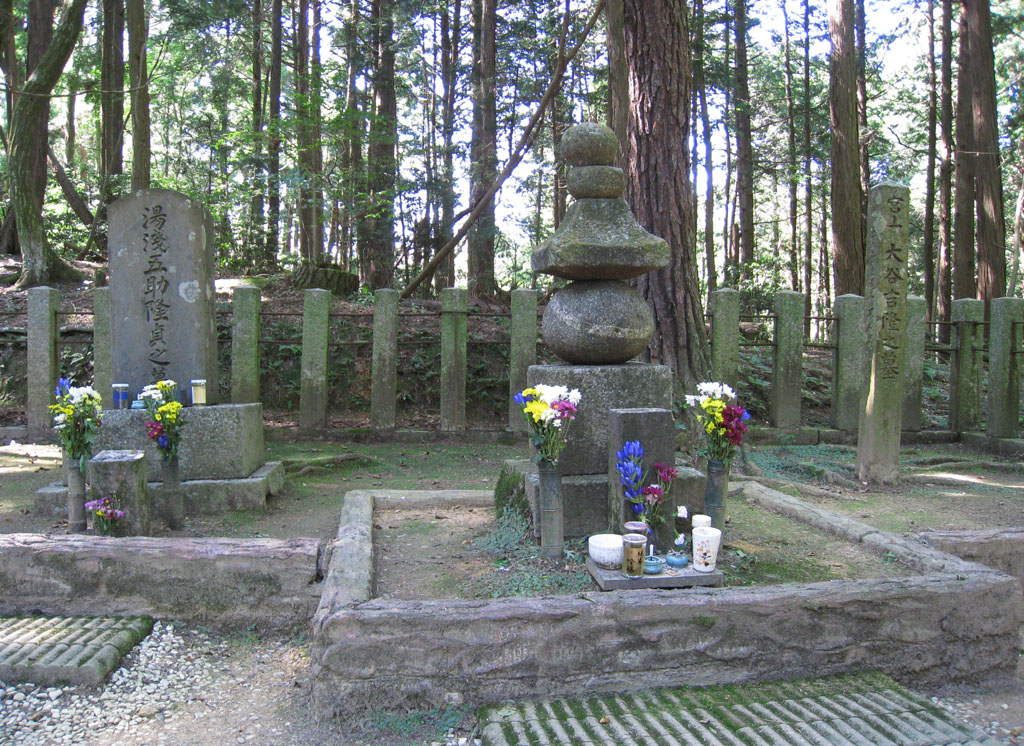
関ケ原町の大谷吉継の墓（右）の隣にある湯浅五助の墓（左）

生年や素性などは不明。大谷吉継の長臣（重臣）であったと言う。
慶長5年（1600年）、関ヶ原の戦いで、小早川秀秋の攻撃によって大谷隊が壊滅したとき、切腹した大谷吉継の介錯を務めた。この際、ライ病（ハンセン病）を患っていた吉継は、自害する前に五助に「病み崩れた醜い顔を敵に晒すな」と言い遺して果てた。五助は主君の命を守り、吉継の首を戦場から離れた場所に埋めた。埋め終わった時に、五助は藤堂高虎の軍に所属する藤堂高刑に発見されると、「私の首の代わりに、主君の首をここに埋めたことを秘して欲しい」と頼み、藤堂高刑はそれを受けて五助の首を取った。
藤堂高虎は、甥の高刑が湯浅五助の首を取ったことに喜び、徳川家康の本陣に報告した。五助の首を見せた際、家康は手柄を褒めつつ、大谷吉継の側近である五助なら主君の居場所も知っていたはずだと、高刑を詰問した。しかし高刑は五助との約束を守り頑として在処を言わず、自分を処罰するように求めた。その姿勢に家康は感心し、自分の槍と刀を与えたという。
墓は、岐阜県関ケ原町に存在する。合戦後まもなく藤堂家によって建立された大谷吉継の墓の隣に、大正5年（1916年）、五助の子孫により建立されたものである。

## 登場する作品
- 『関ヶ原』（1981年 TBS） - 演・寄山弘
- NHK大河ドラマ
  - 『葵 徳川三代』（2000年） - 演・植村喜八郎
  - 『天地人』（2009年） - 演・矢柴俊博
  - 『真田丸』（2016年） - 演・片岡愛一郎（主君・大谷吉継を演じた片岡愛之助の弟子）